# Calipso
Calipso (Cloud-Aerosol Lidar and Infrared Pathfinder Satellite Observations) är en fransk-amerikansk miljösatellit för fjärranalys av moln och aerosoler. Den sköts upp från  Vandenberg Air Force Base med en Delta II raket, den 28 april 2006. Satellitens dator är konstruerad av Saab Ericsson Space.
Satelliten innehåller tre instrument:
1. en laserradar (lidar) som observerar aerosoler.
2. en kamera som ger infraröda bilder.
3. en kamera som tar vidvinkelbilder.